# Мартуні (село)
Мартуні (вірм. Մարտունի) — село в марзі Гегаркунік, на сході Вірменії. Село розташоване на лівому березі річки Гетік за 12 км на північний захід від міста Чамбарак, за 1 км на захід від села Гетік та 8 км на південний схід від села Айгут.